# Síndrome de Sjögren-Larsson

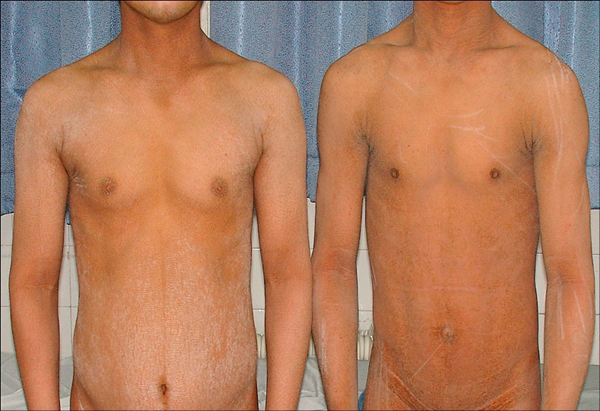

A Síndrome de Sjögren-Larsson é uma dermatose genética, uma ictiose, com alterações neurológicas.